# Тео ван Дусбург
Тео ван Дусбург (хол. Theo van Doesburg; Утрехт, 30. август 1883 — Давос, 7. март 1931) је био холандски сликар, архитекта и теоретичар уметности. Заједно са Питом Мондријаном је 1917. основао покрет Де Стајл чије је погледе на уметност износио у истоименом часопису до 1931. године.
Стварао је углавном апстрактне композиције од геометријских формација. У књижевности био је под утицајем дадаизма. Године 1923. излагао је у Паризу грађевинске нацрте. Бавио се проблемима изградње градова и контракомпозицијом. Због преузимања дијагонала упао је у сукоб са Мондријаном. Заједно са Хансом Арпом добио је задатак да преуреди један кафе у Стразбуру. По часопису Арт конкрет (изашао је само један број 1930) назван је уметнички покрет конкретна уметност.

## Биографија
Тео ван Дусбург, рођен је као Кристијан Емил Мари Купер од оца фотографа Вилхелма Купера и Хенријете Катерине Маргадант. У двадесетим годинама почео је употребљавати очухово име и презиме Теодорус Дусбург, потписујући тако своје ране слике. Прву изложбу имао је 1908. На почетку уметничког деловања копирао је слике старих мајстора из Рајксмусеума и писао уметничке критике за часописе.

## Покрет Де Стајл
Године 1915. требало је да направи осврт на изложбу радова Пита Мондријана, који је био осам година старији од њега, и који га је импресионирао својим сликама и начином на који су направљене - њему је то била комплетна апстракција реалитета.
Убрзо након изложбе Ван Дусбург је дошао у контакт са Мондријаном и са уметницима Бартом ван дер Леком, Антонијем Коком, Вилмошом Хуцаром и Ј. Ј. П. Оудом, тако да су заједнички основали уметнички часопис Де Стајл 1917.
Иако је Де Стајл имао пуно чланова, Ван Дусбург је био „амбасадор“ покрета, рекламирајући га широм Европе. Године 1922. преселио се у Вајмар, како би приближио Де Стајл оснивачу и директору Баухауса, Валтеру Гропијусу и тако  ојачао покрет. Гропијус није био за то да Ван Дусбург буде наставник на школи, тако да се он самостално населио поред Баухауса и покушао тако придобити студенте Баухауса за идеје конструктивизма, дадаизма и Де Стајла.

## Разлаз са Мондријаном
Пријатељство са Мондријаном трајало је све док се одржавало преко писама, али када су се 1923. нашли у Паризу где се Ван Дусбург преселио и тако почели интензивније дружити - сукоб њихових карактера био је неминован. Мондријан је био интроверт, а Ван Дусбург екстроверт, успут постоји и анегдота о теоријском разлазу због Ван Дусбурговог инсистирања на дијагоналама и супротног Мондријановог става да у сликарству треба да превладавају хоризонталне и вертикалне линије. Године 1929. су се помирили након случајног сусрета у неком париском кафеу.

## Архитектура, дизајн и типографија
Ван Дусбург се бавио и другим стварима поред сликарства и промоције покрета Де Стајл, у архитектури је оставио траг обликујући куће за уметнике, заједно са Жоржом Вантонгерлом, истакао се и уређењем ентеријера за „Кафе Обет“ у Стразбуру. 
Заједно са Елом Лисицким и Куртом Швитерсом, Ван Дусберг је пионир на интернационализацији уметности преко конгреса одржаних 1922. у Диселдорфу и Вајмару. Године 1919. обликовао је геометријски алфабет, а та типографија је данас дигитализирана као Архитипе Ван Дусбург. Та типографија је антиципација врло сличног експеримента Курт Швитерса и његове типографије Архитипе Швитерс.
Ван Дусбург је био повезан са уметничким покретом дада, објављујући часопис „Дада Холанд“ под лажним именом „И. К. Бонсет“ (највероватније од анаграма "Ik ben zot",(на низоземском „Ја сам луд"). Такође је објављивао дадаистичку поезију, под истим именом у часопису Де Стајл. Код писања прозних текстова, потписивао се псеудонимом „Алдо Камини“, у својим литерарним радовима, снажно је опонирао индивидуализму (и покретима који су подржавали реализам и психолошке подлоге размишљања).
Држао је да је колективно искуство реалитет. Његов концепт интензитета имао је пуно више заједничког са концепцијом „динамик“ „Паула ван Остајенсена“. Настојао је поредати динамички речи тако да добију ново значење. Радивши то, настојао је креирати нову реалност, уместо да је описује.

## Посљедње године
Ван Дусбург је био активан у уметничким групама као што су; „Cercle et Carré’’, „Art Concret’’ i „Abstraction-Création’’, које је основао 1931.
Године 1931. морао се преселити у Давос (Швајцарска) због погоршаног здравственог стања, ту је убрзо и умро од срчаног удара.
Након његове смрти његова удовица Нели ван Дусбург издала је последњи број часописа Де Стајл.